# Hamartia

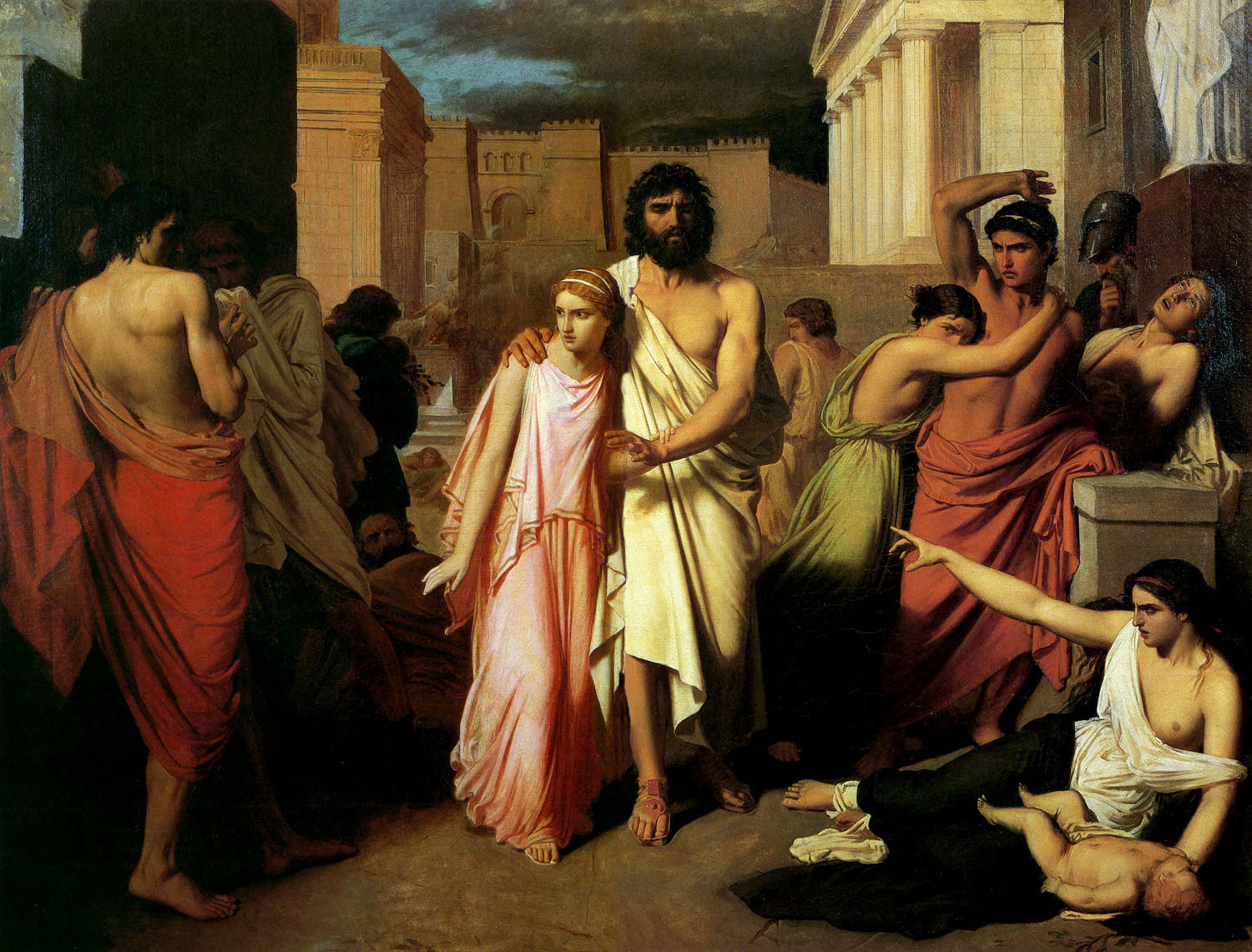
Édipo comete crimes por ignorar sua própria identidade. (Charles Francois Jalabert: Édipo e Antígona)

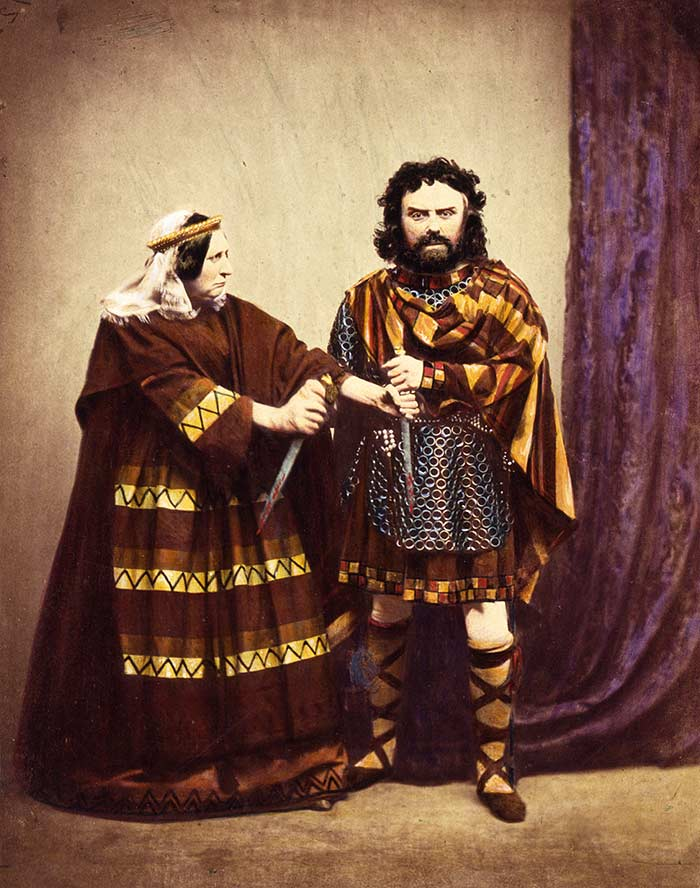
Macbeth comete crimes terríveis devido à sua ambição, uma falha de caráter. (Charles Kean representando Macbeth, 1858

Em Literatura, hamartia (ἁμαρτία) é um erro cometido pelo personagem de uma tragédia, que resulta na peripécia (peripéteia). O termo aparece na Poética de Aristóteles, por isso também é conhecida pelos nomes de falha aristotélica e erro trágico.
Para Aristóteles, uma tragédia com peripécia (ou tragédia complexa: peplegméne) é mais perfeita que uma tragédia sem peripécia (ou tragédia simples: haplê), para que se registrasse a adequada comoção (kommós), requerida para a catarse (katársis) por parte do espectador. Além disso, na tragédia ideal a peripécia deve decorrer da hamartia, para que o herói reconheça que errou (anagnórisis); quando os acontecimentos se devem à ação de forças superiores às do herói, por exemplo, não há erro, nem reconhecimento, e a tragédia é inefetiva. Segue-se que o erro trágico precisa ser cometido pelo herói.
Ainda de acordo com a teoria estética de Aristóteles, era necessário que a peripécia consistisse no infortúnio de um homem bom. Outras possibilidades de reviravolta não eram recomendáveis: o infortúnio de um homem mau e o sucesso de um homem bom não provocariam comoção; o sucesso de um homem mau provocaria comoção, mas não catarse, por ser moralmente condenável. Aristóteles, com base nesse raciocínio, declara que, para que a tragédia fosse o mais efetiva possível, o herói deve cometer o erro trágico em decorrência da ignorância de algum dado importante, e não impelido por uma falha de caráter, pois neste caso ele não poderia ser considerado um homem bom. A tragédia modelo, para a teoria aristotélica, é o Édipo Rei, de Sófocles.
Nas tragédias de Shakespeare, as reviravoltas são, na maioria das vezes, motivadas por falhas de caráter dos personagens. A constatação da efetividade de tais tragédias levou os teóricos românticos a usar o termo hamartia com um significado mais abrangente, o de tragic flaw (defeito trágico). De acordo com esses teóricos, os erros de Macbeth, originados mais de sua ambição do que de sua ignorância de alguma circunstância importante, também podem ser legitimamente chamados de hamartia.